# Manatí (Cuba)
Manatí es un municipio cubano ubicado al noroeste de la Provincia de Las Tunas. La ciudad cabecera, también llamada Manatí, se fundó alrededor del Central del mismo nombre desde 1912. 
Manatí limita al norte con el océano Atlántico, al sur con el Municipio de Las Tunas, capital de la provincia homónima, al este con el municipio de Puerto Padre y al oeste con la provincia de Camagüey.
Cuenta con una población heterogénea, resultado de la afluencia de personas de diferentes regiones del Caribe anglófono, así como de España, China, Corea y en menor cuantía de Inglaterra.  

## Análisis del entorno
Manatí es un municipio ubicado en la provincia de Las Tunas, en la región oriental de Cuba. Este municipio tiene una historia y cultura rica, influenciada tanto por su ubicación geográfica como por su desarrollo económico a lo largo de los años.
El municipio Manatí se encuentra en la parte noroeste de la provincia Las Tunas, limitando al sur con el municipio Las Tunas, al oeste con la provincia de Camagüey, al norte con el Océano atlántico y al este con el municipio Puerto Padre. Ocupa una superficie de 954,03 km cuadrados correspondiendo 946.88 al área rural y 7,15 al área urbana. Geográficamente está ubicado en los 21,38 y 21,40 grados de latitud norte y los 76,56 y 77,10 de longitud oeste.
Su relieve es casi en su totalidad llano interrumpido solamente por dos cerros erosionados y de poca altura sobre el nivel del mar, el de Caisimú y la loma de Dumañuecos con 126 y 129 m respectivamente, en la zona costera se encuentra una pequeña elevación denominada Loma del Tabaco con 36 m de altura.
Los suelos que predominan son los arcillosos, algún ferro lítico rico en hierro y pequeñas franjas de suelos fersea lítico en la zona rural del polo productivo Dumañuecos , que por sus características se cultiva mucho la papa, los colores de este suelo pueden ser rojos, carmelitas y negros.
La realidad de las áreas antropisadas del territorio se dedican a las actividades agropecuarias, el cultivo más extendido la Caña de Azúcar que abarca gran parte del territorio conformando macizos cañeros amplios, se cultiva en menor cantidad el plátano, la yuca, el boniato y la papa entre otros. La ganadería especialmente la vacuna, muestra un desarrollo acelerado, lo que obliga a dedicar algunas extensiones de terreno al cultivo de los pastos. Junto a los cultivos se desarrolla la llamada vegetación segetal constituida por vegetación espontánea. En los caminos se desarrolla la llamada vegetación ruderal que con la llegada de las lluvias se torna exuberante. Entre los principales exponentes de la vegetación mantienes se encuentran: la caoba de Honduras, majagua, cedro, ocuje, uva caleta, roble, etc.
En este municipio se presentan problemas climáticos pues las lluvias efectivas se mantienen desde mayo a octubre y el resto de los meses se caracterizan por ser meses secos, con una temperatura media de 22.oC en invierno y de 33,7.oC en verano. 
- Atractivos Naturales: Manatí cuenta con áreas costeras que, aunque menos desarrolladas turísticamente que otras regiones de Cuba, ofrecen belleza natural y oportunidades para la pesca y la recreación al aire libre.
- Patrimonio Histórico: El municipio conserva algunos sitios históricos relacionados con la industria azucarera y la historia local, aunque no es un centro turístico importante a nivel nacional.

Por su ubicación al norte de la provincia de las Tunas posee hermosas playas de arenas blancas, las cuales comparte con los municipios de Puerto Padre y Chaparra también ubicado en la costa norte de la provincia, a pesar de esto e incluso contar con playas de mayor calidad, el municipio actualmente más desarrollado es Puerto Padre. Entre los principales exponentes de las playas de este municipio se encuentran: Chapaletas, Los pinos, la Boca, Las Puntas: Brava y Jesús.
La principal actividad económica del municipio es la agricultura. Tanto en el municipio con en la provincia en general se incentiva la actividad a través de un proyecto de inversión extranjera: el PIAL (Proyecto de Innovación Agrícola Local), a través de; cual se proveen a los productores de materia prima para las actividades de cultivo, así como de los medios de trabajo. La ganadería constituye el segundo renglón de importancia para el municipio. Existen mini-industrias como los laboratorios farmacéuticos, empresas panificadoras; fábricas productoras de pienso; hidroeléctricas; fábricas de cemento; combinado cárnico con matadero, planta de harina animal. Existen producciones de losetas, ladrillos de barro, producción de hormigón prefabricado, canastilla, pantalones, leche pasteurizada, mantequilla, yogur y helados, entre otros.
A pesar de su escaso desarrollo fruto de la actual migración de los manatienses, debido a la destrucción del central alrededor del cual el pueblo fue construido, además del derrumbe del campo socialista con las consabidas consecuencias para la economía del país; Manatí presenta un gran potencial paisajístico para el desarrollo del turismo. Dicho potencial se refleja en recursos naturales como el ¨¨Lago Azul¨, y la ¨Playa Chapaleta¨, los cuales no están siendo aprovechados por las autoridades del turismo pertinente.

## Orígenes
El poblado principal del actual municipio de Manatí, en Las Tunas se funda en el año 1912. Este central fue construido por la creada “Manatí Sugar Company” creada desde 1911.  Esa compañía representada por el grupo "Rionda", de origen hispánico trataba de encubrir la procedencia norteamericana del capital invertido, la casa matriz dedicada a los negocios del azúcar se denominaba "Czarnikov Yrok", y la empresa cubana homóloga fue radicada en el edificio "La Metropolitana" en La Habana y se llamó "Cuba Trading Company".
En el central del municipio se invirtieron 14 millones de dólares siendo su principal accionista el señor Manuel Rionda uno de los socios más importantes de la casa Czarnikov, Rionda y Cia que llegó a influir decisivamente en los más importantes negocios del azúcar realizados entre el gobierno neocolonial y el gobierno de los Estados Unidos.
Así la empresa inicia la construcción del ingenio en abril de 1912 adueñada ya de 1600 caballerías de tierra fértil para sembrarlas de caña. Comenzaría ya la tala indiscriminada de sus bosques vírgenes y con ello una gran deforestación con el consiguiente cambio ecológico que esto produce, además de utilizar la madera como combustible en la propia fábrica. De esas tierras, 180 caballerías fueron sembradas de caña de las que 30 caballerías pertenecían a la administración, siendo su máxima figura el Marqués de San Miguel de Aguayo, Señor Eduardo Diez de Ulzurrún administrador de la fábrica desde su creación hasta 1925, otras 150 caballerías a colonos de los que 8 eran cubanos y seis extranjeros además de 100 caballerías se dedicaban a potreros y el resto eran montes y sabanas.
Con fuerte campaña propagandística, los contratistas representantes de la compañía lograban el arribo al lugar de una gran cantidad de hombres procedentes de La Habana, Camagüey, Santi Spíritus, Gibara, Guantánamo, Puerto Padre, Victoria de Las Tunas y otros.
Además, amparados por la Ley de Inmigración y Colonización del 12 de julio de 1906, la compañía proporciona la entrada gradual a gran escala de inmigrantes españoles, canarios, jamaicanos, barbadenses, indios, chinos, árabes y fundamentalmente procedentes de las Antillas Menores que contratados por $ 25.00 llegaban hasta el puerto por vía marítima en las embarcaciones “Manatí" y "Regina" propiedad de la compañía. Su traslado y evacuación, así como el trato era muy similar al de los esclavos. Luego de su arribo a tierras cubanas eran incorporados a las labores agrícolas o industriales uno o dos días después.
El mayor número de inmigrantes en Manatí fue de origen español, a estos le seguían los jamaicanos y los haitianos, aparecieron en menos escala los chinos, indios, barbadenses, así como árabes. Es significativo destacar que los inmigrantes norteamericanos eran pocos y componían la mayor fuerza técnica y más calificada de la empresa, así como los funcionarios y personal dirigente.
En Cuba durante la Primera Guerra Mundial que provocó una fiebre inversionista y no solo abarcó el sector azucarero, sino otras ramas de la economía. Convirtiéndose Cuba en el principal abastecedor de azúcar del mercado internacional, con mucha demanda y altos precios por lo que la Compañía de Manatí compró más tierras a precios muy bajos expandiéndose el latifundio cañero.
De la azúcar producida se exportaba una buena parte por el puerto de Manatí y la otra se comercializaba en el país.
La Primera Guerra Mundial había provocado un alza en los precios del azúcar al punto que en 1920 la zafra adquirió el doble de valor de la anterior, ya a mediados del propio año 1920 con la recuperación de la industria remolachera el precio del azúcar empezó a descender hasta tres centavos la libra en diciembre, produciéndose una crisis donde los obreros y campesinos resultaron más perjudicados, recrudeciéndose la explotación sobre ellos, siendo rebajados los salarios, mientras los precios de los productos de primera necesidad y otros servicios se mantenían a niveles altos, aunque las empresas extranjeras pudieron resistir la crisis como la Manatí Sugar Company, no dejó de sentirse sacudida por esta.
A raíz de esa situación, que se mantuvo predominante durante los años siguientes y la repercusión de la "La Gran Revolución Socialista de Octubre", el pueblo fue uniéndose en la lucha contra la explotación teniendo en Manatí su primera manifestación en el año 1925 con un movimiento huelguístico que fue organizado y dirigido por los azucareros sindicalistas, integrados en su mayoría por inmigrantes españoles que trabajaban en las secciones de vías y obras, así como los de carpintería. Este movimiento no trascendió mucho, el objetivo fundamental fue respaldar al movimiento de carácter general que se estaba dando en los ferrocarriles nacionales.
El resultado de este descenso en la producción azucarera se debe a la crisis económica que atraviesa el país en el período y vale destacar que los representantes de esta compañía aplican también el plan Chad Bourne, mediante el cual se limitaba la producción con el objetivo de que aumentaran los precios al azúcar en el mercado, pero esta salida lejos de beneficiar aceleró la pérdida de los mercados azucareros.
Aunque la compañía en sus intentos de amortiguar los efectos de la crisis con el plan Chad Bourne no lo logra, muestras de ellos es que en 1928 en central Manatí mantenía empleados a dos mil 97 trabajadores en diversos oficios y en 1931 la cifra disminuyó en mil 178 obreros y en 1933 había descendido a mil 32 obreros, es decir que en cinco años más de mil obreros perdieron su empleo, y con respecto al salario en 1928 el promedio era de 24.60 pesos mensuales que, como se ve era un promedio muy bajo y sin embargo en 1931 se redujo aún más en 15.97 pesos mensuales, disminuyendo las posibilidades de obtención de alimento para sus sustento.
Esto refleja por sí solo el estancamiento de la industria azucarera que, así como las regularidades en el crecimiento de esto, que se puede apreciar en el alza de la producción en los últimos años de la década en cuestión a raíz de la situación creada por los efectos de la 2.ª guerra mundial y que se mantendría relativamente estable hasta el año 1952.
La fortaleza de la Compañía Manatí Sugar Company sigue inmutable, tal es el caso que en esta zafra que inició el 15 de enero de 1952 y terminó el 8 de junio del mismo año teniendo una duración de 146 días molió 104108088 arrobas de caña para una producción de 1043785 sacos de azúcar de 325 libras, récord de producción nunca antes alcanzado, esto se revierte en jugosas ganancias para la compañía, no así para los obreros que seguirían viviendo una situación miserable y de penuria que los llevaría a elevar su conciencia de clase enfrentando cada vez con más fuerza esa lucha incesante y que no cesaría hasta el 1.º de enero de 1959 con el triunfo revolucionario.
Ya en 1953, Manatí ha estabilizado bastante su estructura económica social en toda la región después de su famoso récord impuesto en 1952 y que no ha vuelto a llegar a él más nunca dicho central; recae en una relativa depresión en cuanto a producción se refiere desde 1953 hasta 1958 y teniendo en cuenta las características que a nivel de la nación se manifiestan como es la profundización en todos los órdenes: pues Batista desde que se instala en el poder el 10 de marzo de 1952 cambió la forma burguesa de gobierno establecida, aplastó la libertad de expresión y de reunión, se estableció la pena de muerte, se suspendió el derecho a la huelga, fueron disueltos partidos políticos de la oposición y se liquidó la autonomía universitaria.
En resumen, el municipio de Manatí fue desde sus inicios netamente cañero, pero hay que tener en cuenta que la industria azucarera, generaba la entrada de trabajadores extranjeros, así como directivos al municipio, los cuales necesitaban hospedarse durante el periodo en el que se encontraban trabajando. Es precisamente por ello que desde la década de los 30 se construye el motel de “Las Caobas” el cual se encontraba en el centro del pueblo en las cercanías del central.
Este hotel fue destruido el 2 de diciembre de 1958 durante un bombardeo del ejército de Batista, en la que perdieron la vida 9 personas.